# Chloeia malaica
Chloeia malaica är en ringmaskart som beskrevs av Johan Gustaf Hjalmar Kinberg 1867. Chloeia malaica ingår i släktet Chloeia och familjen Amphinomidae. Inga underarter finns listade i Catalogue of Life.